# Hyphydrus bistrimaculatus
Hyphydrus bistrimaculatus är en skalbaggsart som beskrevs av Biström, Hendrich och Kirk-spriggs 1997. Hyphydrus bistrimaculatus ingår i släktet Hyphydrus och familjen dykare. Inga underarter finns listade i Catalogue of Life.